# Gare de Kaminoyama-Onsen
La gare de Kaminoyama-Onsen (かみのやま温泉駅, Kaminoyama-Onsen-eki) est une gare ferroviaire de la ville de Kaminoyama, dans la préfecture de Yamagata au Japon. La gare est exploitée par la compagnie JR East.

## Situation ferroviaire
La gare est située au point kilométrique (PK) 75,0 des lignes Shinkansen Yamagata et Ōu.

## Histoire
La gare a été inaugurée le 15 février 1901 sous le nom de gare de Kaminoyama (上ノ山駅). Le Shinkansen y arrive le 1er juillet 1992 et la gare est renommée Kaminoyama-Onsen pour l’occasion.

## Service des voyageurs

### Accueil
La gare dispose d'un bâtiment voyageurs, avec guichets, ouvert tous les jours.

### Desserte
- Ligne Shinkansen Yamagata :
  - voie 1  : direction Yamagata et Shinjō
  - voie 2 : direction Fukushima et Tokyo
- Ligne principale Ōu (Ligne Yamagata) :
  - voies 1 et 3 : direction Yamagata
  - voies 2 et 3 : direction Yonezawa et Fukushima